# Ныхас (партия)
Ныхас (с осет. Ныхас — «Собрание», «Совет», «Встреча») — политическая партия в самопровозглашённой Южной Осетии, основанная в 2013 году сторонниками независимого президента Леонида Тибилова. Её членов и сторонников в местных СМИ называют «ныхасовцами».

## История
Название «Ныхас» является отсылкой на Адамон Ныхас, народный фронт, созданный в 1988 году осетинскими националистами, выступавшими за отделение Юго-Осетинской Автономной области от Грузинской ССР во время распада Советского Союза.
Партия была основана Аланом Алборовым, бывшим мэром Цхинвали. На парламентских выборах в Южной Осетии 2014 года, на которых партия выиграла четыре места, лидером партии был Руслан Гаглоев. Хотя официально партия является независимой, она была связана с тогдашним президентом Леонидом Тибиловым, и эта ассоциация продолжалась даже после его ухода с поста в 2017 году.
Гаглоев изначально выдвинул свою кандидатуру от партии на пост президента в 2017 году. Однако он был дисквалифицирован и поддержал Тибилова. В преддверии парламентских выборов в Южной Осетии 2019 года партия «Новая Осетия» во главе с Давидом Санакоевым, «Аланский союз» во главе с Аланом Гаглоевым и партия «Осетия — Площадь Свободы» во главе с Аллой Джиоевой объединились в «Ныхас», а Санакоев стал новым лидером партии. В результате партия почти удвоила свои голоса с 7,79 % до 14,37 %, однако им не удалось получить больше мест в парламенте. Гаглоев был избран председателем партии в феврале 2020 года.
Гаглоев стал кандидатом партии на пост президента на президентских выборах 2022 года и победил действующего президента Анатолия Бибилова, став пятым президентом Южной Осетии. После его избрания Зита Бесаева была избрана лидером партии в феврале 2023 года.
Под руководством Гаглоева референдум о аннексии в Россию был приостановлен как минимум до окончания российского вторжения в Украину. Гаглоев также провозгласил свою «высшую власть» над вооружёнными силами после того, как подчинённые министра обороны начали атаковать югоосетинских граждан. Это произошло на фоне того, что его предшественник допустил контроль российской армии над частями югоосетинской армии, а также массового дезертирства югоосетинцев в ходе вторжения в Украину в 2022 году. Кроме того, Гаглоев смягчил правила поездок между Грузией и Южной Осетией для преимущественно этнических грузин, проживающих в муниципалитете Ахалгори.

## Результаты выборов

### В парламент Южной Осетии
| Выборы | Лидер          | Голоса | %             | Мест     | +/- | Status           |
| ------ | -------------- | ------ | ------------- | -------- | --- | ---------------- |
| 2014   | Руслан Гаглоев | 1,574  | 7.79 % (4-е)  | 4 из 34  | New | Пропрезидентская |
| 2019   | Давид Санакоев | 3,198  | 14.37 % (3-е) | 4 из 34  | ▬ 0 | Оппозиция        |
| 2024   | Зита Бесаева   | 6,690  | 30.59 % (2-е) | 10 из 34 | ▲ 6 | Правящая         |

### Президентские
| Выборы | Кандидат                   | Первый раунд | Первый раунд | Второй раунд | Второй раунд | Результат |
| Выборы | Кандидат                   | Голоса       | %            | Голоса       | %            | Результат |
| ------ | -------------------------- | ------------ | ------------ | ------------ | ------------ | --------- |
| 2017   | Поддержка Леонида Тебилова | 10,909       | 33.71 %      |              |              | ❌        |
| 2022   | Алан Гаглоев               | 10,707       | 38.55 %      | 16,134       | 56.09 %      | зелёная ✓ |

## Председатели
| No. | Имя            | Даты                        | Примечания                                                                                    | Ref.   |
| --- | -------------- | --------------------------- | --------------------------------------------------------------------------------------------- | ------ |
| 1.  | Алан Алборов   | 2013 — 2014                 | Основатель партии, бывший мэр Цхинвали                                                        | [ 1 ]  |
| 2.  | Руслан Гаглоев | 2014 — Июнь 2018            | Депутат парламента, бывший заместитель секретаря Совета безопасности Южной Осетии             | [ 6 ]  |
| 3.  | Давид Санакоев | Июнь 2018 — Февраль 2020    | Кандидат в президенты в 2012, председатель партии «Новая Осетия» и министр иностранных дел    | [ 2 ]  |
| 4.  | Алан Гаглоев   | Февраль 2020 — Февраль 2023 | Кандидат в президенты в 2017, председатель партии «Аланский союз», избранный президент в 2022 | [ 2 ]  |
| 5.  | Зита Бесаева   | Февраль 2023 — текущ.       | Один из основателей партии, давний член парламента                                            | [ 10 ] |